# Euripus isina
Euripus isina är en fjärilsart som beskrevs av Corbet 1947. Euripus isina ingår i släktet Euripus och familjen praktfjärilar. Inga underarter finns listade i Catalogue of Life.